# アントワーヌ・マルモンテル

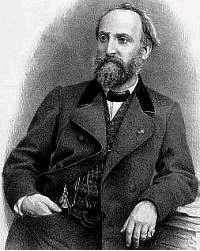

アントワーヌ＝フランソワ・マルモンテル（Antoine François Marmontel, 1816年7月16日 クレルモン＝フェラン – 1898年1月16日 パリ）はフランスのピアニスト・教育者・著述家。

## 人物・略歴
1827年にパリ音楽院に入学し、ピエール・ジメルマンにピアノを、ヴィクトル・ドゥルランに和声法を、フロマンタル・アレヴィにフーガを、ジャン＝フランソワ・ルジュールに作曲法を師事。1828年にソルフェージュで一等賞、32年にピアノで一等賞、伴奏法（スコア・リーディング）で二等賞、35年に対位法・フーガのクラスで二等賞を得る。1837年にパリ音楽院でソルフェージュの助手となり、1846年からはアメリカへの演奏旅行で不在となった女子クラスのピアノ教授アンリ・エルツのレッスンを代行した。教育的なキャリアが評価され1848年に恩師ジメルマンの後任教授としてピアノ科教授に任ぜられた。ピアニスト兼作曲家として華々しい経歴を積み上げていたシャルル＝ヴァランタン・アルカンは名実ともにピアノ科教授の有力候補だったが、内務大臣の決定に屈しなければならなかった。両者の関係は以後悪化するが、マルモンテルは1878年に出版した著書『著名なピアニストたち（ 'Les pianistes célèbres' ）』でアルカンに一章を割き、かつてのライバルを正当に評価している。
マルモンテルは、有能で想像力豊かな教師としても有名である。多くの門弟のうち、特筆すべき存在として、ジョルジュ・ビゼー、テオドール・デュボワ、エルネスト・ギロー、エミール・パラディール、エドワード・マクダウェル、ルイ・ディエメ、フランシス・プランテ、ガブリエル・ピエルネならびにクロード・ドビュッシーがいる。
日本陸軍・陸上自衛隊・警察の公式行進曲として知られる「陸軍分列行進曲（扶桑歌）」の作曲者、シャルル・ルルーもまたパリ音楽院においてマルモンテルに師事し、ピアノを学んだひとりである。 彼はマルモンテルの著作『古典と現代のピアノ技法：ピアノのテクニック教育と美学に関するある教師の助言』（1886）を日本に紹介した。この著作は、彼の監修の下、日本でも『教師必携　ピアノ古今審美學説』として1888年に陸軍戸山学校から翻訳出版された。
作曲家としては、夜想曲やロマンスなどの小品に加えて、200以上に上る教育作品を遺した。主なものには、《初見の技術（100のやさしい練習曲）》、《メカニズムと様式のための基礎練習（24の練習曲）》《4手のための初見の技術》［1847年］、《メカニズムの練習》、《5つのサロン用練習曲》、《段階的で合理的なピアノ教育》［1887年］などがある。
マルモンテルの著作は、ピアノやピアニストの歴史、とりわけ19世紀のピアノ音楽史研究にとって重要な文献となっている。その中に、『著名ピアニストたち』（1878年）、『交響曲作家とヴィルトゥオーゾ』（1880年）、『同時代のヴィルトゥオーゾ』（1882年）、『音楽美学の諸原理と諸芸術の美に関する考察』（1884年）、『ピアノの歴史とその起源』（1885年）が含まれている。
同時代のピョートル・チャイコフスキーからは、『ドゥムカ』作品59を献呈されている。

## 家族
アントワーヌ＝フランソワの養子アントナン・エミール・ルイ・コルバーズ（Antonin Emil Louis Corbaz Marmontel, 1850年4月24日 パリ - 1907年7月23日）もパリ音楽院のピアノ教師となり、多くのサロン小品を遺した。彼はマルグリット・ロンの師でもある。